# Gasoducto del Cáucaso del Sur

Gasoducto del Cáucaso del Sur

El gasoducto Bakú – Tiflis – Erzurum (el Gasoducto del Cáucaso del Sur) es la tubería para el transporte del gas natural del yacimiento Shajdeniz a Georgia y Turquía. El diámetro de los tubos es 42 pulgadas; la longitud es 970 kilómetros, 442 de los que están en los territorios de Azerbaiyán, 248 km - en Georgia y 280 km – desde la frontera georgiana-turca hasta la ciudad turca Erzurum. La longitud de cado tubo es 11,5 km. El suministro de los tubos corrió a cargo de la compañía japonesa Sumitomo Metal Industries. Las contratistas del proyecto fueron la compañía griega CCIC (en Azerbaiyán) y la alianza franco-americana Spie Capag/Petrofac (en Georgia).
La ruta del gasoducto es la misma del oleoducto Bakú – Tiflis – Ceyhan; eso minimizó el impacto medioambiental durante su construcción.

## Historia
Según el contrato, durante de 15 años Turquía seguirá recibiendo 91 mil millones metros cúbicos del gas natural de Azerbaiyán.
En 2004 fue comenzada la construcción de la tubería y en 2006 fue terminada. Desde finales de 2006, en el marco de la primera etapa del desarrollo del yacimiento Shajdeniz se inició el transporte del gas natural a Georgia. La ceremonia oficial de la inauguración del gasoducto Bakú – Tiflis – Erzurum se celebró el 25 de marzo de 2007. Desde julio del 2007, comenzó el transporte del gas natural a Turquía.
El 17 de diciembre de 2013 se tomó la decisión de invertir en la expansión del proyecto del gasoducto del Cáucaso del Sur. En 2014 en el marco de la expansión del gasoducto se firmó un contrato con Bredero Shaw International BV relacionado con el aislamiento de las tuberías. El coste del contrato fue de 70 millones de dólares estadounidenses, y el plazo estipulado para la realización de los trabajos, 18 meses.[cita requerida]
En 2015 se iniciaron los trabajos de la expansión de la tubería Azerbaiyán – Georgia. Durante 2017 los trabajos fueron continuados.
El 15 de octubre de 2021 Turquía y Azerbaiyán firmaron de un contrato con para recibir 11 mil millones de m.cub. de gas anuales en los próximos tres años.

## Operadores
El operador técnico del proyecto es la compañía británica petrolera BP. El operador comercial fue Statoil, y desde el 1 de enero de 2015 ha sido CEPRA (la Compañía Estatal Petrolera de la República de Azerbaiyán).

## Participantes
Los participantes del proyecto del gasoducto son:
- BP – 25,5%
- Statoil – 25,5%
- CEPRA – 10%
- Lukoil – 10%
- NICO — 10 %,
- Total — 10 % и
- TPAO — 9 %.[3]

## Incidentes
El 3  de octubre de 2012, por la noche, en la parte turca del gasoducto en la región Sarikamish de la provincia turca Kars ocurrió la explosión como resultado de un ataque terrorista. El suministro del gas natural fue interrumpido y reanudado una semana después, el 10 de octubre.[cita requerida]
El 8 de febrero de 2014 en la terminal azerbaiyana Sangachal ocurrió un incidente, con el resultado de la suspensión temporal del suministro del gas natural a Turquía. El suministro fue reanudado el 10 de febrero.[cita requerida]
En el agosto de 2015 los miembros de PTK (el Partido de los Trabajadores de Kurdistán) realizaron dos ataques terroristas en la parte turca del gasoducto, cerca de Kars.